# Hydraena australica
Hydraena australica är en skalbaggsart som beskrevs av Peter Zwick 1977. Hydraena australica ingår i släktet Hydraena och familjen vattenbrynsbaggar. Inga underarter finns listade i Catalogue of Life.